# リビアングラス

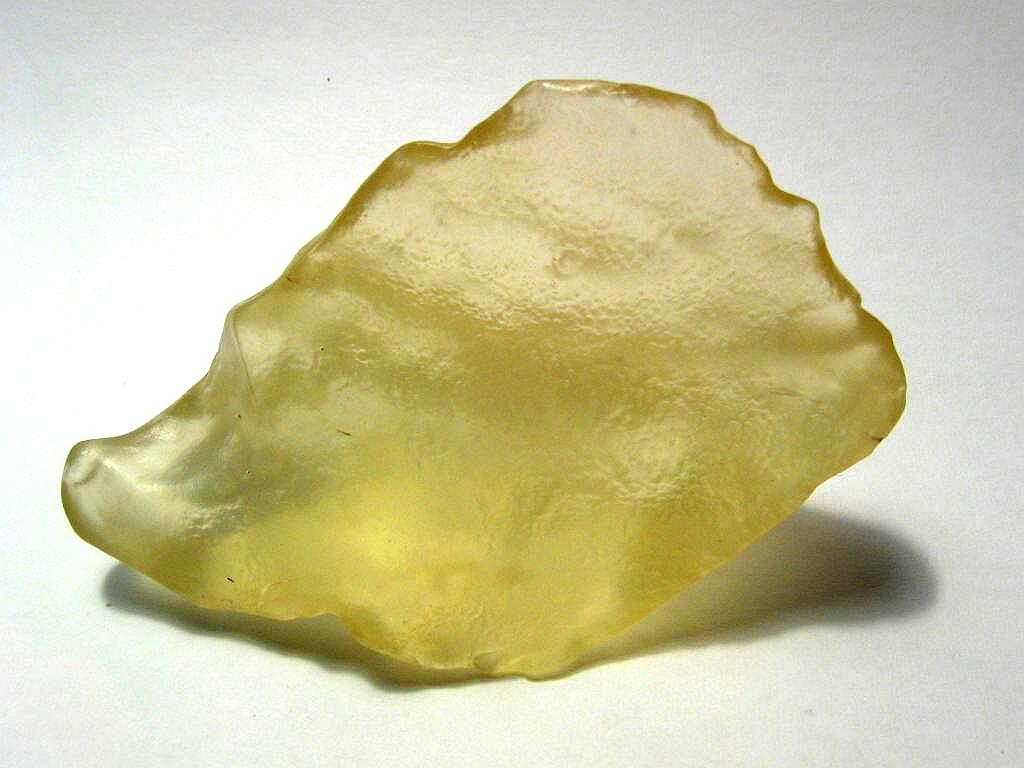
リビアングラス

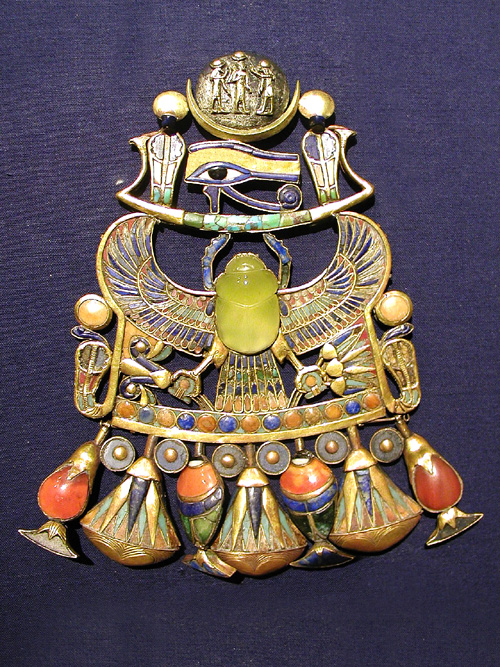
リビアングラスから削ったスカラベを施した、ツタンカーメンの胸飾り。

リビアングラス（英: Libyan desert glass）とは、リビア砂漠で見つかる天然のガラスである。数十キロメートルの範囲に点在している。

## 起源
リビアングラスの起源に関しては、科学的にはっきりとは決着がついておらず、多数の説がある。
しかし最近の調査で、リビアングラスが点在する一帯から、蒸発した石英や隕石起源の物質、衝突のクレーター (Kebira Crater) などが発見され、リビアングラスが隕石衝突によるものとの説が有力になっている。またこの説を支持する地質学者は、リビアングラスが、火成岩などの溶けた噴出物によるものではなく、隕石が広域に空中炸裂した際の熱放射で生成されたと主張している。それが正しいとすると、リビアングラスは、トリニタイト（砂が核爆発の熱放射にさらされて一度溶解し、再度固まったガラス質の鉱物）に類似したものだと考えられる。また隕石の衝突の起こったのは約2,600万年前であり、更新世の間に細かい破片になったと考えられる。